# 琥珀山國家公園

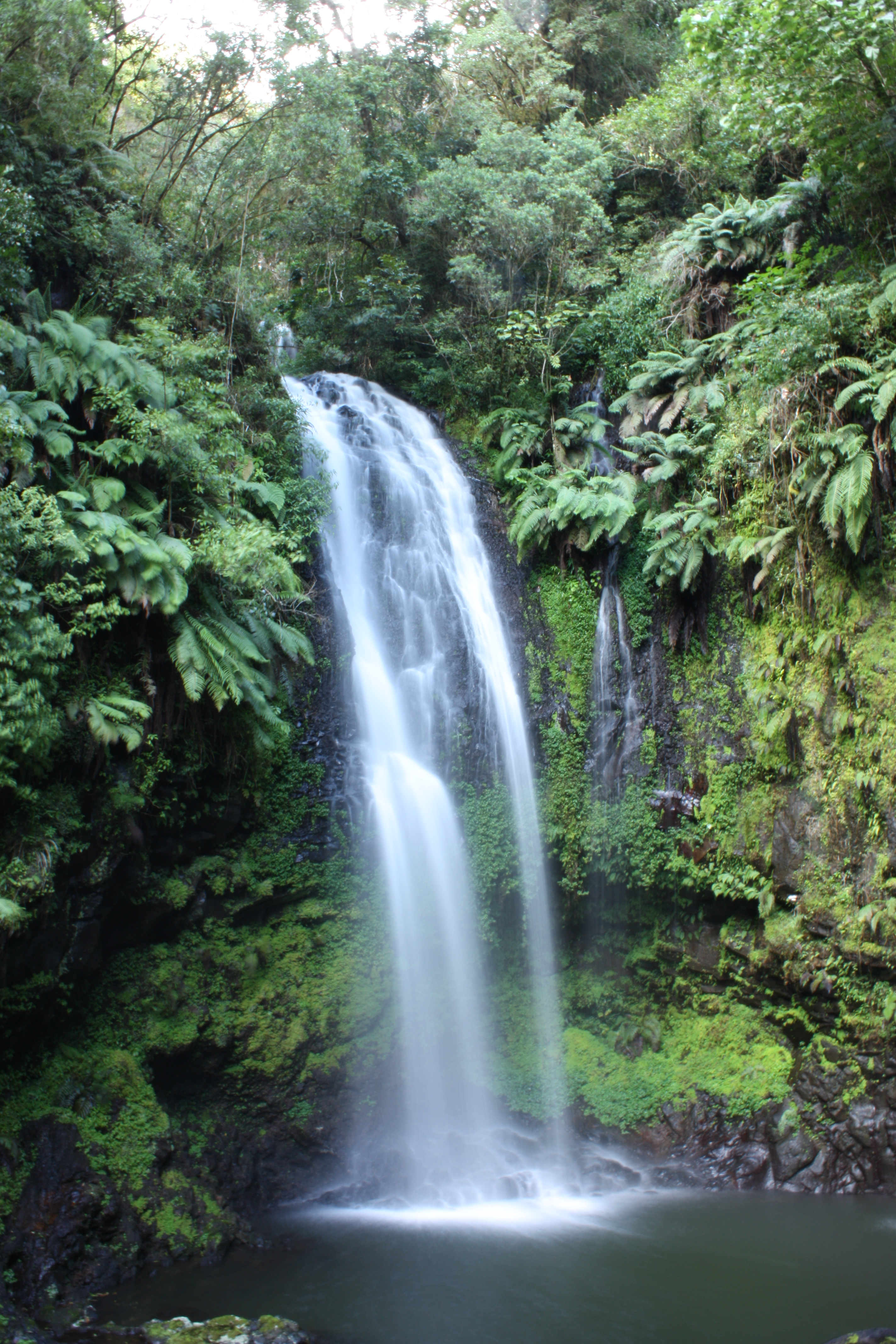

琥珀山國家公園（法語：Parc national de la Montagne d'Ambre）是馬達加斯加的國家公園，位於該國北部，距離首都塔那那利佛約1,000公里，佔地182平方公里，建於1958年，野生動物有75種鳥類、25種哺乳類動物和59種爬蟲類動物。

## 外部連結
- Wild Madagascar- Amber Mountain （页面存档备份，存于）